# クリスティアン・ロドリゲス・ペレス
クリスティアン・ロドリゲス・ペレス（Cristian Rodríguez Pérez、1996年3月15日 - ）は、スペイン・ヘレス・デ・ラ・フロンテーラ出身のサッカー選手。SDポンフェラディーナ所属。ポジションはMF。